# Lissonota buccator
Lissonota buccator är en stekelart som först beskrevs av Carl Peter Thunberg 1822.  Lissonota buccator ingår i släktet Lissonota och familjen brokparasitsteklar. Arten är reproducerande i Sverige. Inga underarter finns listade i Catalogue of Life.